# Niels Bruynseels
Niels Bruynseels (né le 5 décembre 1983) est un cavalier de saut d'obstacles et un marchand de chevaux belge. 

## Biographie
Niels Bruynseels est né dans le monde du cheval, puisque son grand père tient un centre équestre et que son père exerce comme marchand de chevaux. Il a pour particularité d'avoir un handicap, puisqu'il est borgne, mais concours dans les mêmes catégories que les cavaliers valides.
Il dispute ses premiers concours à l'adolescence. Il est lui-même à la fois cavalier et marchand de chevaux, puisqu'il gère les Stal Bruynseels à Bonheiden, où il entraîne et vend des chevaux.
Il fait partie de l'équipe belge de saut d'obstacles lors des Jeux équestres mondiaux de 2018 à Tryon. Il participe aux épreuves individuelles de saut d'obstacles, mais pas à la médaille de bronze par équipes lors des Jeux olympiques d'été de 2020, en raison de la perte d'un fer de son cheval Delux van T&L, qui a conduit à son élimination.

## Palmarès
- 2010 : champion de Belgique de saut d'obstacles[1] ;
- 2011 : second du Grand Prix de Calgary avec Nasa[1] ;
- janvier 2017 : vainqueur du Grand Prix du CSI5* de Bâle avec Gancia de Muze[2] ;
- 2017 : 4e par équipes et 7e en individuel aux championnats d'Europe de saut d'obstacles à Göteborg, avec Cas de Liberté[1] ;
- 2018 : élu cavalier de l'année par la Fédération royale belge des sports équestres[3], vainqueur du Grand Prix de s’Hertogenbosch et du Grand Prix de Knokke avec Gancia de Muze[1] ;
- 2019 : vainqueur du CSI5* de Bruxelles[1].
- juin 2023 : vainqueur du Grand Prix du CSI5* de Cannes, avec Delux van T & L[6].

## Vie privée
Il est père de deux enfants.
Il suit un rituel pour ranger ses vêtements de concours dans le même ordre lorsqu'il arrive à son hôtel avant une compétition, en les classant par jour de port.
Il monte entre sept et huit chevaux par jour.